# سام كريستي
سام كريستي (بالإنجليزية: Sam Christie)‏ هو لاعب اتحاد الرغبي نيوزيلندي، ولد في 26 سبتمبر 1986 في Tokoroa ‏ في نيوزيلندا.

## وصلات خارجية
- سام كريستي على موقع ItsRugby.co.uk (الإنجليزية)